# Nick Thune

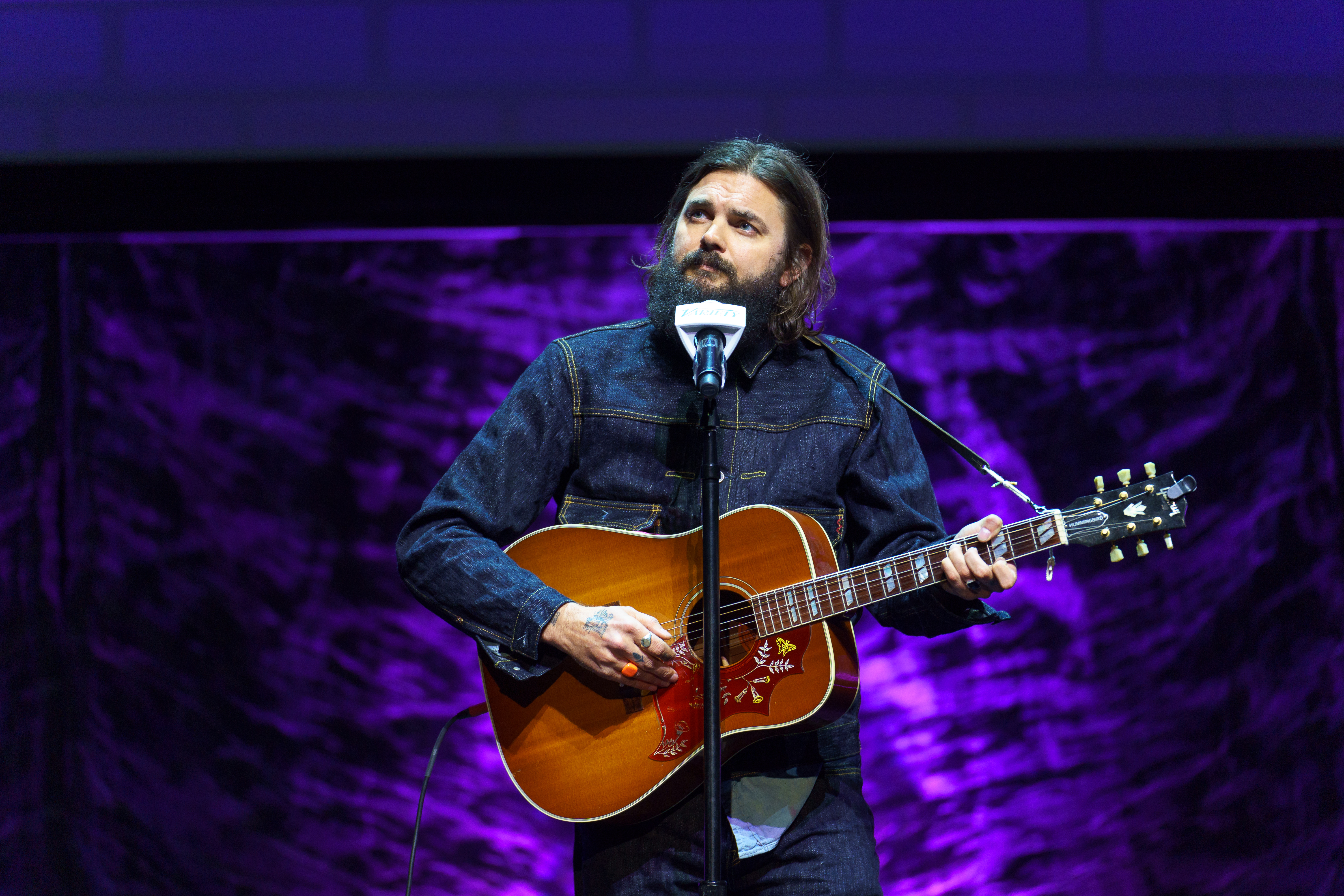
Nick Thune (2024)

Nicholas Ivan „Nick“ Thune (* 8. Dezember 1979 in Seattle) ist ein US-amerikanischer Schauspieler, Comedian und Musiker.

## Karriere
Thune kam im Alter von vierundzwanzig Jahren nach Los Angeles. Er trat als Stand-up-Comedian unter anderem in der Late Show mit David Letterman, der Tonight Show und bei Comedy Central Presents auf. Sein Debütalbum Thick Noon erschien 2010 bei Comedy Central Records. 2014 folgte Folk Hero, 2017 bei Comedy Dynamics das Album Good Guy. Als Schauspieler hatte er Rollen in Fernsehfilmen und -serien (zuletzt in drei Folgen von  Love Life, 2020) und Cameoauftritte in Spielfilmen wie in Judd Apatows Knocked up (Beim ersten Mal, 2007). Eine Titelrolle spielte er in Bill Wattersons Komödie Dave Made a Maze (2017).